# ACDS

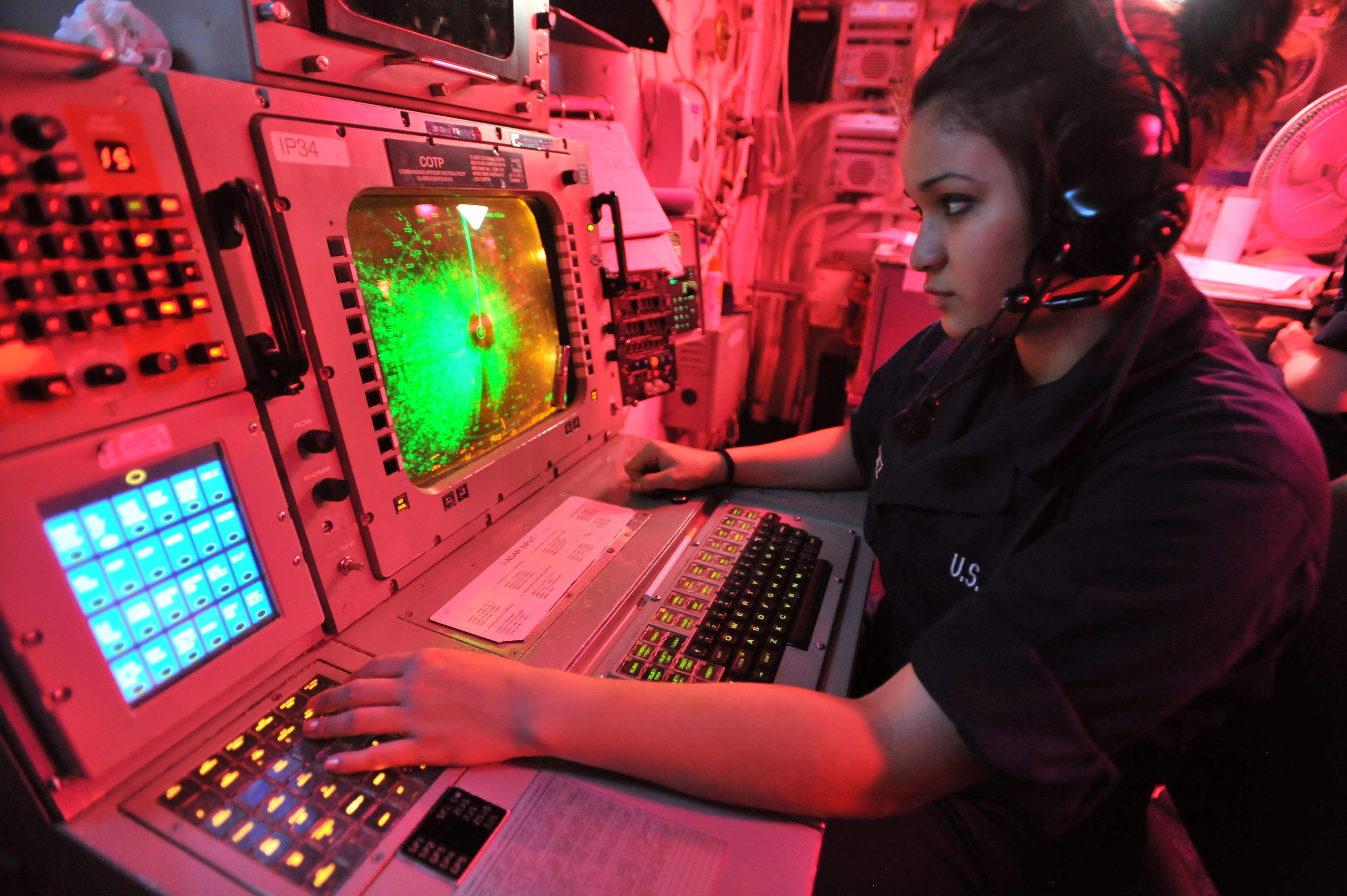
ACDSのコンソール

先進戦術情報処理装置（英語: Advanced Combat Direction System, ACDS）は、アメリカ海軍の海軍戦術情報システム（NTDS）の後継機として開発された戦術情報処理装置。

## 概要
1980年初頭の時点で、アメリカ海軍には93隻の海軍戦術情報システム（NTDS）搭載艦が就役していた。しかし、このうち50隻以上は旧式のCP-642シリーズのコンピュータを搭載しており、またAN/UYK-7コンピュータを搭載している艦の一部もアップグレードを必要としていた。同年中盤、海軍作戦部長（CNO）はNTDSの機能割当に関する研究を命じたが、この研究を通じて、元来は対空戦（AAW）を対象として開発されたNTDSが汎用性を向上させて機能を充実させていった結果として、これら旧式のコンピュータを搭載している艦においては、既に過負荷の状態になっていることが指摘された。
この時点で用いられていたNTDSのソフトウェアは1976年にリリースされたモデル4であり、CP-642シリーズおよびAN/UYK-7コンピュータでの実行に対応していた。その後、1986年にはモデル4.1がリリースされたが、これは新型のAN/UYK-43コンピュータで実行できるように再構築したソフトウェアで、RNTDS（restructured NTDS）とも称された。
そしてRNTDSは後にACDSのブロック0と位置づけられ、1993年度より実艦への搭載が開始された。ACDSブロック0以降では、データ・リンク機能をC2P（Command & Control Processor）に移管できるようになった。続くACDSブロック1はソフトウェアをモデル5.0にバージョンアップして、従来のNTDSと比して追尾能力は8倍、探知距離は4倍になることを目指しており、1996年度より実艦への搭載が開始された。しかしこれは性能面でも信頼性でも不十分なもので、ソフトウェアのクラッシュが多発し、また共同交戦能力（CEC）への適合性にも問題があったことから、艦隊配備は断念された。ACDSの機能は、後に艦艇自衛システム（SSDS）に包括されていった。